# Raynick Damasco
Raynick Damasco (Amsterdam, 7 marzo 1991) è un ex calciatore olandese, di ruolo difensore.

## Carriera

### Club
Nella stagione 2010-2011, è stato in forza al Vitesse, militante in Eredivisie, non collezionando presenze tra campionato e coppa. Nel 2011, si trasferisce all'AGOVV, militante in Eerste Divisie, dove anche qui non gioca nessuna partita tra campionato e coppa. Dal 2013 al 2018, ha militato nel JOS, tra la quarta e la sesta serie olandese. Chiude la sua carriera nell'HBOK, nell'ottava serie olandese.

### Nazionale
Nel 2011, ha giocato due partite con la nazionale di Curaçao, entrambe contro Antigua e Barbuda, valide per le qualificazioni al campionato mondiale di calcio 2014.

## Statistiche

### Cronologia presenze e reti in nazionale
| Cronologia completa delle presenze e delle reti in nazionale ― Curaçao | Cronologia completa delle presenze e delle reti in nazionale ― Curaçao | Cronologia completa delle presenze e delle reti in nazionale ― Curaçao | Cronologia completa delle presenze e delle reti in nazionale ― Curaçao | Cronologia completa delle presenze e delle reti in nazionale ― Curaçao | Cronologia completa delle presenze e delle reti in nazionale ― Curaçao | Cronologia completa delle presenze e delle reti in nazionale ― Curaçao | Cronologia completa delle presenze e delle reti in nazionale ― Curaçao |
| Data                                                                   | Città                                                                  | In casa                                                                | Risultato                                                              | Ospiti                                                                 | Competizione                                                           | Reti                                                                   | Note                                                                   |
| ---------------------------------------------------------------------- | ---------------------------------------------------------------------- | ---------------------------------------------------------------------- | ---------------------------------------------------------------------- | ---------------------------------------------------------------------- | ---------------------------------------------------------------------- | ---------------------------------------------------------------------- | ---------------------------------------------------------------------- |
| 2-9-2011                                                               | North Sound                                                            | Antigua e Barbuda                                                      | 5 – 2                                                                  | Curaçao                                                                | Qual. Mondiali 2014                                                    | -                                                                      | 45+1’                                                                  |
| 6-9-2011                                                               | Willemstad                                                             | Curaçao                                                                | 2 – 4                                                                  | Antigua e Barbuda                                                      | Qual. Mondiali 2014                                                    | -                                                                      | 83’                                                                    |
| Totale                                                                 |                                                                        | Presenze                                                               | 2                                                                      |                                                                        | Reti                                                                   | 0                                                                      |                                                                        |